# TVEmos
TVEmos fue un programa de televisión emitido en España por La 1 desde el 20 de julio de 2015 presentado por la actriz Elisa Mouliaá. Finalizó el 18 de julio de 2021.

## Formato
Se trata de un espacio de humor y diversión con las imágenes más espectaculares, sorprendentes, curiosas y divertidas de la actualidad, presentadas por Elisa Mouliaá. Se realiza por tanto un repaso a la información no recogida habitualmente por otros noticieros, acompañado de imágenes de otros programas y series y a los videos más destacados de las redes sociales.

## Equipo

### Presentadoras
| Presentadora  | Información            | Período                                                                                 | Programas                           |
| ------------- | ---------------------- | --------------------------------------------------------------------------------------- | ----------------------------------- |
| Elisa Mouliaá | Presentadora titular   | 20 de julio de 2015 - 19 de marzo de 2020 23 de noviembre de 2020 - 18 de julio de 2021 | Programa 1 - 190 Programa 228 - 262 |
| Mary Ruiz     | Presentadora sustituta | 23 de marzo de 2020 - 29 de agosto de 2020                                              | Programa 191 - 227                  |

## Emisión
Desde septiembre hasta noviembre de 2015, se comenzó a emitir en las mañanas del domingo de La 1 denominado como «TVEmos. Fin de Semana».
El 19 de marzo de 2019, TVE emitió un comunicado anunciando la vuelta del programa para abril del mismo año, contando de nuevo con Elisa Mouliaá como presentadora.
En 2020, durante la baja por maternidad de Mouliaá, TVE anunció que Mary Ruiz se haría cargo del programa. Además, coincidiendo con el estado de alarma por la pandemia de coronavirus, La1 decidió adelantar su prime time y reubicar el programa de lunes a viernes a las 14h10.

## Temporadas y programas
| Temporada | Temporada | Programas | Estreno                  | Final                   | Audiencias       |
| --------- | --------- | --------- | ------------------------ | ----------------------- | ---------------- |
|           | 1         | 26        | 20 de julio de 2015      | 3 de septiembre de 2015 | 1.185.000 (9,2%) |
|           | 2         | 7         | 13 de septiembre de 2015 | 25 de octubre de 2015   | 321.000 (6,9%)   |
|           | 3         | 67        | 1 de abril de 2019       | 1 de agosto de 2019     | 1.213.000 (7,5%) |
|           | 4         | 127       | 2 de septiembre de 2019  | 29 de agosto de 2020    | 1.172.000 (7,6%) |
|           | 5         | 36        | 22 de noviembre de 2020  | 18 de julio de 2021     |                  |
| Total     | Total     |           | 2015                     |                         |                  |

| Programas emitidos                   | Programas emitidos | Programas emitidos       | Programas emitidos | Programas emitidos |
| N.º Global                           | N.º Temporada      | Fecha                    | Audiencia          |                    |
| ------------------------------------ | ------------------ | ------------------------ | ------------------ | ------------------ |
| 1.ª TEMPORADA (2015)                 |                    |                          |                    |                    |
| 1                                    | 1                  | 20 de julio de 2015      | 1.211.000 (8,8%)   |                    |
| 2                                    | 2                  | 21 de julio de 2015      | 1.472.000 (10,9%)  |                    |
| 3                                    | 3                  | 22 de julio de 2015      | 1.090.000 (8,4%)   |                    |
| 4                                    | 4                  | 23 de julio de 2015      | 1.206.000 (9,3%)   |                    |
| 5                                    | 5                  | 27 de julio de 2015      | 1.373.000 (9,8%)   |                    |
| 6                                    | 6                  | 28 de julio de 2015      | 1.294.000 (9,6%)   |                    |
| 7                                    | 7                  | 29 de julio de 2015      | 1.485.000 (11,3%)  |                    |
| 8                                    | 8                  | 30 de julio de 2015      | 1.464.000 (11,2%)  |                    |
| 9                                    | 9                  | 3 de agosto de 2015      | 1.315.000 (9,9%)   |                    |
| 10                                   | 10                 | 4 de agosto de 2015      | 978.000 (7,8%)     |                    |
| 11                                   | 11                 | 6 de agosto de 2015      | 1.235.000 (10,4%)  |                    |
| 12                                   | 12                 | 10 de agosto de 2015     | 1.240.000 (9,8%)   |                    |
| 13                                   | 13                 | 11 de agosto de 2015     | 807.000 (6,1%)     |                    |
| 14                                   | 14                 | 12 de agosto de 2015     | 1.292.000 (10,4%)  |                    |
| 15                                   | 15                 | 13 de agosto de 2015     | 1.296.000 (10,6%)  |                    |
| 16                                   | 16                 | 17 de agosto de 2015     | 785.000 (5,3%)     |                    |
| 17                                   | 17                 | 18 de agosto de 2015     | 978.000 (7,4%)     |                    |
| 18                                   | 18                 | 19 de agosto de 2015     | 1.342.000 (11,1%)  |                    |
| 19                                   | 19                 | 24 de agosto de 2015     | 1.427.000 (10,1%)  |                    |
| 20                                   | 20                 | 25 de agosto de 2015     | 884.000 (6,5%)     |                    |
| 21                                   | 21                 | 26 de agosto de 2015     | 1.282.000 (9,9%)   |                    |
| 22                                   | 22                 | 27 de agosto de 2015     | 1.392.000 (10,6%)  |                    |
| 23                                   | 23                 | 31 de agosto de 2015     | 1.447.000 (8,7%)   |                    |
| 24                                   | 24                 | 1 de septiembre de 2015  | 1.202.000 (7,4%)   |                    |
| 25                                   | 25                 | 2 de septiembre de 2015  | 1.483.000 (9,2%)   |                    |
| 26                                   | 26                 | 3 de septiembre de 2015  | 1.231.000 (7,6%)   |                    |
| 2.ª TEMPORADA (Fin de Semana) (2015) |                    |                          |                    |                    |
| 27                                   | 1                  | 13 de septiembre de 2015 | 296.000 (6,5%)     |                    |
| 28                                   | 2                  | 20 de septiembre de 2015 | 281.000 (7,2%)     |                    |
| 29                                   | 3                  | 27 de septiembre de 2015 | 400.000 (7,9%)     |                    |
| 30                                   | 4                  | 4 de octubre de 2015     | 287.000 (6,2%)     |                    |
| 31                                   | 5                  | 11 de octubre de 2015    | 383.000 (8,0%)     |                    |
| 32                                   | 6                  | 18 de octubre de 2015    | 286.000 (5,7%)     |                    |
| 33                                   | 7                  | 25 de octubre de 2015    | 313.000 (6,9%)     |                    |
| 3.ª TEMPORADA (2019)                 |                    |                          |                    |                    |
| 34                                   | 1                  | 1 de abril de 2019       | 1.681.000 (9,2%)   |                    |
| 35                                   | 2                  | 2 de abril de 2019       | 1.606.000 (8,6%)   |                    |
| 36                                   | 3                  | 3 de abril de 2019       | 917.000 (5,0%)     |                    |
| 37                                   | 4                  | 4 de abril de 2019       | 1.240.000 (6,6%)   |                    |
| 38                                   | 5                  | 8 de abril de 2019       | 1.541.000 (8,3%)   |                    |
| 39                                   | 6                  | 9 de abril de 2019       | 1.553.000 (8,3%)   |                    |
| 40                                   | 7                  | 10 de abril de 2019      | 1.039.000 (5,7%)   |                    |
| 41                                   | 8                  | 11 de abril de 2019      | 1.125.000 (6,1%)   |                    |
| 42                                   | 9                  | 15 de abril de 2019      | 1.565.000 (9,1%)   |                    |
| 43                                   | 10                 | 17 de abril de 2019      | 1.406.000 (9,1%)   |                    |
| 44                                   | 11                 | 23 de abril de 2019      | 1.072.000 (5,1%)   |                    |
| 45                                   | 12                 | 24 de abril de 2019      | 1.101.000 (5,9%)   |                    |
| 46                                   | 13                 | 25 de abril de 2019      | 1.164.000 (6,4%)   |                    |
| 47                                   | 14                 | 29 de abril de 2019      | 1.293.000 (7,2%)   |                    |
| 48                                   | 15                 | 30 de abril de 2019      | 1.130.000 (6,8%)   |                    |
| 49                                   | 16                 | 1 de mayo de 2019        | 1.005.000 (5,9%)   |                    |
| 50                                   | 17                 | 2 de mayo de 2019        | 1.210.000 (7,0%)   |                    |
| 51                                   | 18                 | 6 de mayo de 2019        | 1.400.000 (7,9%)   |                    |
| 52                                   | 19                 | 7 de mayo de 2019        | 1.192.000 (6,9%)   |                    |
| 53                                   | 20                 | 8 de mayo de 2019        | 1.153.000 (6,4%)   |                    |
| 54                                   | 21                 | 9 de mayo de 2019        | 1.339.000 (7,6%)   |                    |
| 55                                   | 22                 | 13 de mayo de 2019       | 1.242.000 (7,1%)   |                    |
| 56                                   | 23                 | 14 de mayo de 2019       | 1.358.000 (7,8%)   |                    |
| 57                                   | 24                 | 15 de mayo de 2019       | 1.170.000 (6,7%)   |                    |
| 58                                   | 25                 | 16 de mayo de 2019       | 1.343.000 (7,7%)   |                    |
| 59                                   | 26                 | 20 de mayo de 2019       | 1.564.000 (8,7%)   |                    |
| 60                                   | 27                 | 21 de mayo de 2019       | 1.241.000 (7,1%)   |                    |
| 61                                   | 28                 | 23 de mayo de 2019       | 1.345.000 (7,8%)   |                    |
| 62                                   | 29                 | 27 de mayo de 2019       | 1.262.000 (7,3%)   |                    |
| 63                                   | 30                 | 28 de mayo de 2019       | 1.303.000 (7,6%)   |                    |
| 64                                   | 31                 | 29 de mayo de 2019       | 1.140.000 (6,7%)   |                    |
| 65                                   | 32                 | 30 de mayo de 2019       | 1.298.000 (7,6%)   |                    |
| 66                                   | 33                 | 3 de junio de 2019       | 1.200.000 (7,0%)   |                    |
| 67                                   | 34                 | 4 de junio de 2019       | 1.293.000 (7,6%)   |                    |
| 68                                   | 35                 | 5 de junio de 2019       | 1.060.000 (6,3%)   |                    |
| 69                                   | 36                 | 6 de junio de 2019       | 1.246.000 (7,4%)   |                    |
| 70                                   | 37                 | 11 de junio de 2019      | 1.306.000 (7,6%)   |                    |
| 71                                   | 38                 | 12 de junio de 2019      | 1.185.000 (7,0%)   |                    |
| 72                                   | 39                 | 13 de junio de 2019      | 1.052.000 (6,4%)   |                    |
| 73                                   | 40                 | 17 de junio de 2019      | 1.218.000 (7,2%)   |                    |
| 74                                   | 41                 | 18 de junio de 2019      | 1.412.000 (8,4%)   |                    |
| 75                                   | 42                 | 19 de junio de 2019      | 1.063.000 (6,5%)   |                    |
| 76                                   | 43                 | 20 de junio de 2019      | 990.000 (6,3%)     |                    |
| 77                                   | 44                 | 24 de junio de 2019      | 1.122.000 (7,0%)   |                    |
| 78                                   | 45                 | 25 de junio de 2019      | 1.334.000 (8,5%)   |                    |
| 79                                   | 46                 | 26 de junio de 2019      | 1.039.000 (7,0%)   |                    |
| 80                                   | 47                 | 27 de junio de 2019      | 821.000 (5,3%)     |                    |
| 81                                   | 48                 | 1 de julio de 2019       | 1.234.000 (8,3%)   |                    |
| 82                                   | 49                 | 2 de julio de 2019       | 996.000 (6,8%)     |                    |
| 83                                   | 50                 | 3 de julio de 2019       | 1.019.000 (7,2%)   |                    |
| 84                                   | 51                 | 4 de julio de 2019       | 1.090.000 (7,9%)   |                    |
| 85                                   | 52                 | 8 de julio de 2019       | 1.263.000 (8,2%)   |                    |
| 86                                   | 53                 | 9 de julio de 2019       | 1.086.000 (7,5%)   |                    |
| 87                                   | 54                 | 10 de julio de 2019      | 1.040.000 (7,7%)   |                    |
| 88                                   | 55                 | 11 de julio de 2019      | 898.000 (6,7%)     |                    |
| 89                                   | 56                 | 15 de julio de 2019      | 1.240.000 (9,1%)   |                    |
| 90                                   | 57                 | 16 de julio de 2019      | 1.111.000 (8,6%)   |                    |
| 91                                   | 58                 | 17 de julio de 2019      | 1.111.000 (8,4%)   |                    |
| 92                                   | 59                 | 18 de julio de 2019      | 877.000 (6,4%)     |                    |
| 93                                   | 60                 | 22 de julio de 2019      | 1.384.000 (10,6%)  |                    |
| 94                                   | 61                 | 23 de julio de 2019      | 1.177.000 (9,0%)   |                    |
| 95                                   | 62                 | 24 de julio de 2019      | 1.129.000 (9,0%)   |                    |
| 96                                   | 63                 | 25 de julio de 2019      | 1.129.000 (9,0%)   |                    |
| 97                                   | 64                 | 29 de julio de 2019      | 1.284.000 (9,6%)   |                    |
| 98                                   | 65                 | 30 de julio de 2019      | 1.377.000 (10,5%)  |                    |
| 99                                   | 66                 | 31 de julio de 2019      | 1.300.000 (10,3%)  |                    |
| 100                                  | 67                 | 1 de agosto de 2019      | 1.231.000 (9,9%)   |                    |
| 4.ª TEMPORADA (2019 a 2020)          |                    |                          |                    |                    |
| 101                                  | 1                  | 2 de septiembre de 2019  | 1.072.000 (7,4%)   |                    |
| 102                                  | 2                  | 3 de septiembre de 2019  | 1.132.000 (7,9%)   |                    |
| 103                                  | 3                  | 4 de septiembre de 2019  | 1.264.000 (8,9%)   |                    |
| 104                                  | 4                  | 9 de septiembre de 2019  | 1.650.000 (10,5%)  |                    |
| 105                                  | 5                  | 10 de septiembre de 2019 | 1.435.000 (9,4%)   |                    |
| 108                                  | 6                  | 17 de septiembre de 2019 | 1.119.000 (6,7%)   |                    |
| 109                                  | 7                  | 19 de septiembre de 2019 | 1.044.000 (6,5%)   |                    |
| 110                                  | 8                  | 23 de septiembre de 2019 | 1.302.000 (8,0%)   |                    |
| 111                                  | 9                  | 24 de septiembre de 2019 | 1.146.000 (7,0%)   |                    |
| 112                                  | 10                 | 26 de septiembre de 2019 | 1.205.000 (7,4%)   |                    |
| 113                                  | 11                 | 30 de septiembre de 2019 | 1.208.000 (7,2%)   |                    |
| 114                                  | 12                 | 1 de octubre de 2019     | 1.064.000 (6,4%)   |                    |
| 115                                  | 13                 | 3 de octubre de 2019     | 1.299.000 (7,8%)   |                    |
| 116                                  | 16                 | 7 de octubre de 2019     | 1.363.000 (8,1%)   |                    |
| 117                                  | 17                 | 8 de octubre de 2019     | 1.184.000 (7,2%)   |                    |
| 118                                  | 18                 | 10 de octubre de 2019    | 1.096.000 (6,3%)   |                    |
| 119                                  | 19                 | 14 de octubre de 2019    | 1.096.000 (6,4%)   |                    |
| 120                                  | 20                 | 17 de octubre de 2019    | 1.309.000 (7,7%)   |                    |
| 121                                  | 21                 | 21 de octubre de 2019    | 1.447.000 (8,3%)   |                    |
| 122                                  | 22                 | 24 de octubre de 2019    | 1.288.000 (7,3%)   |                    |
| 123                                  | 23                 | 28 de octubre de 2019    | 1.129.000 (6,6%)   |                    |
| 124                                  | 24                 | 29 de octubre de 2019    | 1.060.000 (6,1%)   |                    |
| 125                                  | 25                 | 31 de octubre de 2019    | 1.156.000 (8,0%)   |                    |
| 126                                  | 26                 | 5 de noviembre de 2019   | 1.221.000 (6,9%)   |                    |
| 127                                  | 27                 | 7 de noviembre de 2019   | 1.272.000 (7,0%)   |                    |
| 128                                  | 28                 | 11 de noviembre de 2019  | 1 499 000 (8,5%)   |                    |
| 129                                  | 29                 | 12 de noviembre de 2019  | 1 358 000 (7,5%)   |                    |
| 130                                  | 30                 | 14 de noviembre de 2019  | 1 428 000 (8,0%)   |                    |
| 131                                  | 31                 | 19 de noviembre de 2019  | 1 254 000 (7,1%)   |                    |
| 132                                  | 32                 | 21 de noviembre de 2019  | 1 336 000 (7,4%)   |                    |
| 133                                  | 33                 | 25 de noviembre de 2019  | 1 643 000 (9,4%)   |                    |
| 134                                  | 34                 | 26 de noviembre de 2019  | 1 013 000 (5,8%)   |                    |
| 135                                  | 35                 | 28 de noviembre de 2019  | 1 254 000 (7,4%)   |                    |
| 136                                  | 36                 | 2 de diciembre de 2019   | 1 479 000 (8,4%)   |                    |
| 137                                  | 37                 | 3 de diciembre de 2019   | 1 405 000 (8,1%)   |                    |
| 138                                  | 38                 | 4 de diciembre de 2019   | 1 444 000 (8,4%)   |                    |
| 139                                  | 39                 | 5 de diciembre de 2019   | 1 209 000 (7,5%)   |                    |
| 140                                  | 40                 | 9 de diciembre de 2019   | 1 423 000 (8,0%)   |                    |
| 141                                  | 41                 | 10 de diciembre de 2019  | 1 286 000 (7,4%)   |                    |
| 142                                  | 42                 | 11 de diciembre de 2019  | 1 186 000 (6,9%)   |                    |
| 143                                  | 43                 | 12 de diciembre de 2019  | 1 252 000 (7,3%)   |                    |
| 144                                  | 44                 | 16 de diciembre de 2019  | 1 394 000 (8,0%)   |                    |
| 145                                  | 45                 | 17 de diciembre de 2019  | 1 278 000 (7,5%)   |                    |
| 146                                  | 46                 | 18 de diciembre de 2019  | 1 348 000 (7,9%)   |                    |
| 147                                  | 47                 | 19 de diciembre de 2019  | 1 516 000 (8,7%)   |                    |
| 148                                  | 48                 | 26 de diciembre de 2019  | 1 552 000 (9,6%)   |                    |
| 149                                  | 49                 | 30 de diciembre de 2019  | 1 454 000 (9,2%)   |                    |
| 150                                  | 50                 | 2 de enero de 2020       | 1 776 000 (10,7%)  |                    |
| 151                                  | 51                 | 7 de enero de 2020       | 1 394 000 (7,8%)   |                    |
| 152                                  | 52                 | 8 de enero de 2020       | 1 261 000 (7,2%)   |                    |
| 153                                  | 53                 | 9 de enero de 2020       | 1 573 000 (9,0%)   |                    |
| 154                                  | 54                 | 13 de enero de 2020      | 1 455 000 (8,3%)   |                    |
| 155                                  | 55                 | 14 de enero de 2020      | 1 480 000 (8,3%)   |                    |
| 156                                  | 56                 | 15 de enero de 2020      | 1 655 000 (9,4%)   |                    |
| 157                                  | 57                 | 16 de enero de 2020      | 1 861 000 (10,8%)  |                    |
| 158                                  | 58                 | 21 de enero de 2020      | 1 450 000 (8,1%)   |                    |
| 159                                  | 59                 | 22 de enero de 2020      | 1 305 000 (7,2%)   |                    |
| 160                                  | 60                 | 23 de enero de 2020      | 1 629 000 (9,2%)   |                    |
| 161                                  | 61                 | 27 de enero de 2020      | 1 623 000 (9,1%)   |                    |
| 162                                  | 62                 | 28 de enero de 2020      | 1 383 000 (8,0%)   |                    |
| 163                                  | 63                 | 29 de enero de 2020      | 1 479 000 (8,3%)   |                    |
| 164                                  | 64                 | 30 de enero de 2020      | 1 798 000 (10,3%)  |                    |
| 165                                  | 65                 | 3 de febrero de 2020     | 1 162 000 (6,7%)   |                    |
| 166                                  | 66                 | 4 de febrero de 2020     | 1 266 000 (7,3%)   |                    |
| 167                                  | 67                 | 5 de febrero de 2020     | 1 495 000 (8,8%)   |                    |
| 168                                  | 68                 | 6 de febrero de 2020     | 1 476 000 (8,2%)   |                    |
| 169                                  | 69                 | 10 de febrero de 2020    | 1 589 000 (9,1%)   |                    |
| 170                                  | 70                 | 11 de febrero de 2020    | 1 263 000 (7,2%)   |                    |
| 171                                  | 71                 | 12 de febrero de 2020    | 1 518 000 (8,6%)   |                    |
| 172                                  | 72                 | 13 de febrero de 2020    | 1 418 000 (8,0%)   |                    |
| 173                                  | 73                 | 17 de febrero de 2020    | 1 456 000 (8,4%)   |                    |
| 174                                  | 74                 | 19 de febrero de 2020    | 1 466 000 (8,6%)   |                    |
| 175                                  | 75                 | 20 de febrero de 2020    | 1 380 000 (8,1%)   |                    |
| 176                                  | 76                 | 24 de febrero de 2020    | 1 473 000 (8,5%)   |                    |
| 177                                  | 77                 | 25 de febrero de 2020    | 1 329 000 (7,6%)   |                    |
| 178                                  | 78                 | 26 de febrero de 2020    | 1 357 000 (8,1%)   |                    |
| 179                                  | 79                 | 27 de febrero de 2020    | 1 424 000 (8,4%)   |                    |
| 180                                  | 80                 | 2 de marzo de 2020       | 1 485 000 (8,5%)   |                    |
| 181                                  | 81                 | 3 de marzo de 2020       | 1 300 000 (7,4%)   |                    |
| 182                                  | 82                 | 4 de marzo de 2020       | 1 434 000 (8,0%)   |                    |
| 183                                  | 83                 | 9 de marzo de 2020       | 1 511 000 (8,6%)   |                    |
| 184                                  | 84                 | 10 de marzo de 2020      | 1 338 000 (7,5%)   |                    |
| 185                                  | 85                 | 11 de marzo de 2020      | 1 643 000 (9,3%)   |                    |
| 186                                  | 86                 | 12 de marzo de 2020      | 2 073 000 (11,3%)  |                    |
| 187                                  | 87                 | 16 de marzo de 2020      | 2 073 000 (10,4%)  |                    |
| 188                                  | 88                 | 17 de marzo de 2020      | 1 786 000 (9,1%)   |                    |
| 189                                  | 89                 | 18 de marzo de 2020      | 2 235 000 (11,4%)  |                    |
| 190                                  | 90                 | 19 de marzo de 2020      | 2 274 000 (11,2%)  |                    |
| 190                                  | 90                 | 19 de marzo de 2020      | 2 274 000 (11,2%)  |                    |
| 191                                  | 91                 | 23 de marzo de 2020      | 1 657 000 (8,1%)   |                    |
| 192                                  | 92                 | 24 de marzo de 2020      | 1 468 000 (7,4%)   |                    |
| 193                                  | 93                 | 25 de marzo de 2020      | 1 702 000 (8,6%)   |                    |
| 194                                  | 94                 | 26 de marzo de 2020      | 1 653 000 (8,4%)   |                    |
| 195                                  | 95                 | 8 de junio de 2020       | 545 000 (4,6%)     |                    |
| 196                                  | 96                 | 9 de junio de 2020       | 615 000 (5,2%)     |                    |
| 197                                  | 97                 | 10 de junio de 2020      | 598 000 (5,4%)     |                    |
| 198                                  | 98                 | 11 de junio de 2020      | 638 000 (5,5%)     |                    |
| 199                                  | 99                 | 12 de junio de 2020      | 469 000 (4,3%)     |                    |
| 200                                  | 100                | 15 de junio de 2020      | 525 000 (4,6%)     |                    |
| 201                                  | 101                | 16 de junio de 2020      | 545 000 (4,7%)     |                    |
| 202                                  | 102                | 17 de junio de 2020      | 507 000 (4,5%)     |                    |
| 203                                  | 103                | 18 de junio de 2020      | 525 000 (4,7%)     |                    |
| 204                                  | 104                | 19 de junio de 2020      | 464 000 (4,5%)     |                    |
| 205                                  | 105                | 22 de junio de 2020      | 498 000 (4,5%)     |                    |
| 206                                  | 106                | 23 de junio de 2020      | 595 000 (5,5%)     |                    |
| 207                                  | 107                | 24 de junio de 2020      | 436 000 (4,2%)     |                    |
| 208                                  | 108                | 25 de junio de 2020      | 470 000 (4,5%)     |                    |
| 209                                  | 109                | 26 de junio de 2020      | 465 000 (4,6%)     |                    |
| 210                                  | 110                | 29 de junio de 2020      | 507 000 (4,8%)     |                    |
| 211                                  | 111                | 30 de junio de 2020      | 490 000 (4,7%)     |                    |
| 212                                  | 112                | 1 de julio de 2020       | 464 000 (4,5%)     |                    |
| 213                                  | 113                | 2 de julio de 2020       | 537 000 (5,2%)     |                    |
| 214                                  | 114                | 3 de julio de 2020       | 479 000 (5,0%)     |                    |
| 215                                  | 115                | 6 de julio de 2020       | 538 000 (5,3%)     |                    |
| 216                                  | 116                | 7 de julio de 2020       | 497 000 (4,8%)     |                    |
| 217                                  | 117                | 8 de julio de 2020       | 512 000 (5,2%)     |                    |
| 218                                  | 118                | 9 de julio de 2020       | 424 000 (4,4%)     |                    |
| 219                                  | 119                | 10 de julio de 2020      | 524 000 (5,4%)     |                    |
| 220                                  | 120                | 8 de agosto de 2020      | 277 000 (13,3%)    |                    |
| 221                                  | 121                | 8 de agosto de 2020      | 242 000 (9,3%)     |                    |
| 222                                  | 122                | 15 de agosto de 2020     | 253 000 (8,4%)     |                    |
| 223                                  | 123                | 16 de agosto de 2020     | 310 000 (8,5%)     |                    |
| 224                                  | 124                | 22 de agosto de 2020     | 255 000 (10,5%)    |                    |
| 225                                  | 125                | 22 de agosto de 2020     | 213 000 (7,4%)     |                    |
| 226                                  | 126                | 29 de agosto de 2020     | 323 000 (10,4%)    |                    |
| 227                                  | 127                | 29 de agosto de 2020     | 316 000 (8,8%)     |                    |
| 5.ª TEMPORADA (2020 a 2021)          |                    |                          |                    |                    |
| 228                                  | 1                  | 22 de noviembre de 2020  | 558.000 (6%)       |                    |
| 229                                  | 2                  | 29 de noviembre de 2020  | 610.000 (6,4%)     |                    |
| 230                                  | 3                  | 6 de diciembre de 2020   | 748.000 (7,4%)     |                    |
| 231                                  | 4                  | 13 de diciembre de 2020  | 447.000 (5,2%)     |                    |
| 232                                  | 5                  | 20 de diciembre de 2020  | 458.000 (5,1%)     |                    |
| 233                                  | 6                  | 27 de diciembre de 2020  | 573.000 (6,1%)     |                    |
| 234                                  | 7                  | 3 de enero de 2021       | 505.000 (5,4%)     |                    |
| 234                                  | 8                  | 17 de enero de 2021      | 489.000 (5,2%)     |                    |
| 235                                  | 9                  | 24 de enero de 2021      | 553.000 (5,3%)     |                    |
| 236                                  | 10                 | 31 de enero de 2021      | 729.000 (6,7%)     |                    |
| 237                                  | 11                 | 7 de febrero de 2021     | 667.000 (6,3%)     |                    |
| 238                                  | 12                 | 14 de febrero de 2021    | 445 000 (4,3%)     |                    |
| 239                                  | 13                 | 21 de febrero de 2021    | 660 000 (6,1%)     |                    |
| 240                                  | 14                 | 28 de febrero de 2021    | 457 000 (5,0%)     |                    |
| 241                                  | 15                 | 7 de marzo de 2021       | 689 000 (6,9%)     |                    |
| 242                                  | 16                 | 14 de marzo de 2021      | 521 000 (5,9%)     |                    |
| 243                                  | 17                 | 21 de marzo de 2021      | 488 000 (5,5%)     |                    |
| 244                                  | 18                 | 28 de marzo de 2021      | 504 000 (6,9%)     |                    |
| 245                                  | 19                 | 4 de abril de 2021       | 471 000 (6,1%)     |                    |
| 246                                  | 20                 | 11 de abril de 2021      | 560 000 (6,2%)     |                    |
| 247                                  | 21                 | 18 de abril de 2021      | 384 000 (4,5%)     |                    |
| 248                                  | 22                 | 25 de abril de 2021      | 661 000 (7,1%)     |                    |
| 249                                  | 23                 | 2 de mayo de 2021        | 521 000 (6,7%)     |                    |
| 250                                  | 24                 | 9 de mayo de 2021        | 549 000 (5,9%)     |                    |
| 251                                  | 25                 | 16 de mayo de 2021       | 538 000 (6,6%)     |                    |
| 252                                  | 26                 | 23 de mayo de 2021       | 588 000 (6,8%)     |                    |
| 253                                  | 27                 | 30 de mayo de 2021       | 491 000 (6,3%)     |                    |
| 254                                  | 28                 | 6 de junio de 2021       | 372 000 (4,8%)     |                    |
| 255                                  | 29                 | 13 de junio de 2021      | 497 000 (6,7%)     |                    |
| 256                                  | 30                 | 20 de junio de 2021      | 456 000 (5,6%)     |                    |
| 257                                  | 31                 | 27 de junio de 2021      | 426 000 (5,7%)     |                    |
| 258                                  | 32                 | 4 de julio de 2021       | 471 000 (6,3%)     |                    |
| 259                                  | 33                 | 11 de julio de 2021      | 321 000 (5,4%)     |                    |
| 260                                  | 34                 | 11 de julio de 2021      | 363 000 (4,9%)     |                    |
| 261                                  | 35                 | 18 de julio de 2021      | 354 000 (5,9%)     |                    |
| 262                                  | 36                 | 18 de julio de 2021      | 445 000 (6,0%)     |                    |